# 科学院湾 (鄂霍茨克海)
科学院湾（羅馬化：Zaliv Akademii）是鄂霍次克海的一片海湾，位于俄罗斯哈巴罗夫斯克边疆区的圖古爾-丘米坎區。

## 地理
科学院湾位于鄂霍次克海西部，北面为尚塔尔群岛。其最东端与最西端分别为弗兰格尔角与谢涅克角，两地相距56（35英里）。该海湾最深处在其西南方，深度可达88.5（55.0英里）。
科学院湾由三处较小海湾组成，分别为西部的君士坦丁湾、南部的乌利班湾以及东部的尼古拉湾。

## 历史
科学院湾之名来源于圣彼得堡科学院（俄语：Петербургская академия наук，今俄罗斯科学院）。1843年，德裔俄罗斯探险家亚历山大·冯·米登多夫代表科学院前往泰梅尔半岛，完成考察后沿鄂霍次克海海岸前往黑龙江低地河谷，发现该海湾后命其以科学院之名。
1852年至1889年，美国捕猎弓头鲸的捕鯨船常出现于该海域，船员们称呼南部的乌利班湾为水星湾（有时亦适用于整个科学院湾）。1854年，一名名为本杰明·F·温的船长报告称有45艘船只在该海域从事捕鱼活动。1855年与1856年各有一艘船只在该海域失事，分别为薩格港的华盛顿号与新贝德福德的纳切兹号。
1865年至1871年，亦有来自俄国马姆加的双桅纵帆船队在科学院湾巡弋。
1968年9月中旬的某四天内，一艘名为符拉迪沃斯托克号的苏联工廠船及其捕鯨团队在科学院湾及邻近海域进行非法捕鲸活动，共捕获超过60只露脊鲸科鲸类（可能为弓头鲸）。

## 野生生物
夏季，白鲸常会聚集于乌利班湾与尼古拉湾的河口，以进行产卵活动的鲑鱼为食。弓头鲸及其捕食者虎鲸亦常活跃于科学院湾。